# Moře (film, 2000)
Moře (ve španělském originále El mar) je španělský hraný film z roku 2000, který režíroval Agustí Villaronga podle vlastního scénáře. Film byl natočen podle stejnojmenného románu Blai Boneta. Snímek měl světovou premiéru na Mezinárodním filmovém festivalu v Berlíně 15. února 2002, v ČR byl uveden v roce 2004 na filmovém festivalu Febiofest.

## Děj
Příběh začíná na venkově na Mallorce v roce 1936 během španělské občanské války. Chlapci Ramallo, Manuel a Pau a dívka Francisca jsou svědky popravy levičáků Francovými stoupenci. Pau, jehož otec byl rovněž popraven, se chce pomstít mučením Julià Ballestera, syna otcova vraha. Julià se mu posmívá a Pau se rozzuří a zabije ho. Poté spáchá sebevraždu skokem do podzemní jeskyně. Ramallo, Manuel a Francisa jsou svědky těchto tragických událostí.
O více než deset let později je Ramallo poslán do léčebny tuberkulózy. Ramallo je překvapen, když zde potkává nejen Manuela, svého kamaráda z dětství, který je zde také jako pacient, ale i Franciscu, která se stala jeptiškou a pečuje o nemocné. Zatímco Manuel našel během nemoci útěchu v náboženství, Ramallo si z nemoci nic nedělá. Krátce po jeho příjezdu Ramalla navštíví Eugeni Morell, jeho bývalý šéf pašerácké bandy, který byl zároveň jeho milencem. Ramallo se s Morellem už nechce vidět a plánuje, že mu ukradne jeho kontraband. Manuel mu pomůže získat klíče od auta správce sanatoria a Ramallo odveze Morellův kontraband na utajené místo. Ramallo jde poté za Morellem a zabije ho. Vrací se do sanatoria , aby se pomstil Manuel. Manuel řekne Ramallovi, že ho miluje. Ramallo jej znásilní. Přitom mu Manuel vbodne nůž do krku a sám si podřeže zápěstí. Obě těla nalezne Francisca, která je odveze do márnice.

## Obsazení
| Roger Casamajor  | Ramallo      |
| Bruno Bergonzini | Manuel       |
| Antònia Torrens  | Francisca    |
| Ángela Molinová  | Carmen       |
| Hernán González  | Galindo      |
| Juli Mira        | Eugeni Morel |
| Simón Andreu     | Alcántara    |

## Ocenění
- Cena Manfreda Salzgebera na Berlinale
- Cena Butaca za nejlepší katalánský film